# Tachydromia andreiruizae
Tachydromia andreiruizae är en tvåvingeart som beskrevs av Patrick Grootaert och Igor Shamshev 2003. Tachydromia andreiruizae ingår i släktet Tachydromia och familjen puckeldansflugor. Inga underarter finns listade i Catalogue of Life.